# Наваф аль-Гамди
Наваф Саид аль-Гамди (араб. نواف الغامدي‎; 21 января 1999, Саудовская Аравия) — саудовский футболист, вратарь. В настоящее время выступает за «Аль-Хиляль». Чемпион Азии в категории до 19 лет.

## Карьера
Осенью 2018 года Наваф был включён в состав сборной до 19 лет для участия в чемпионате Азии среди юниоров. Сыграл 1 матч 26 октября против Таджикистана в заключительном круге группового этапа. аль-Гамди пропустил один мяч, но в итоге саудовцы выиграли 3:1, а также одержали победу в турнире.
В мае 2019 года попал в заявку сборной до 20 лет на чемпионат мира в Польше. Сыграл 31 мая в матче против Панамы, пропустил 2 мяча.

## Достижения
- Победитель юношеского чемпионата Азии 2018